# 鳥取県道277号豊房名和線
鳥取県道277号豊房名和線（とっとりけんどう277ごう とよふさなわせん）は、鳥取県西伯郡大山町を通る一般県道である。

## 概要
西伯郡大山町豊房から西伯郡大山町富長に至る。

### 路線データ
- 起点：鳥取県西伯郡大山町豊房（鳥取県道30号赤碕大山線交点、鳥取県道54号豊房御来屋線起点）
- 終点：鳥取県西伯郡大山町富長（富長東交差点、国道9号交点）

## 路線状況

### 重複区間
- 鳥取県道54号豊房御来屋線（西伯郡大山町豊房（起点） - 西伯郡大山町加茂）

## 地理

### 通過する自治体
- 鳥取県
  - 西伯郡大山町

### 交差する道路
| 交差する道路                                                 | 交差する場所 | 交差する場所        |
| ------------------------------------------------------------ | ------------ | ------------------- |
| 鳥取県道30号赤碕大山線 鳥取県道54号豊房御来屋線 重複区間起点 | 豊房         | 起点                |
| 鳥取県道54号豊房御来屋線 重複区間終点                        | 加茂         |                     |
| 鳥取県道329号淀江琴浦線 大山広域農道 重複                    | 門前         | 下大山交差点        |
| 国道9号 / 中山名和道路                                       | 門前         | [ 注釈 1 ]          |
| 国道9号                                                      | 富長         | 富長東交差点 / 終点 |

### 交差する鉄道
- 山陰本線

### 沿線
- 大山